# Schloss Weinberg (Schweiz)

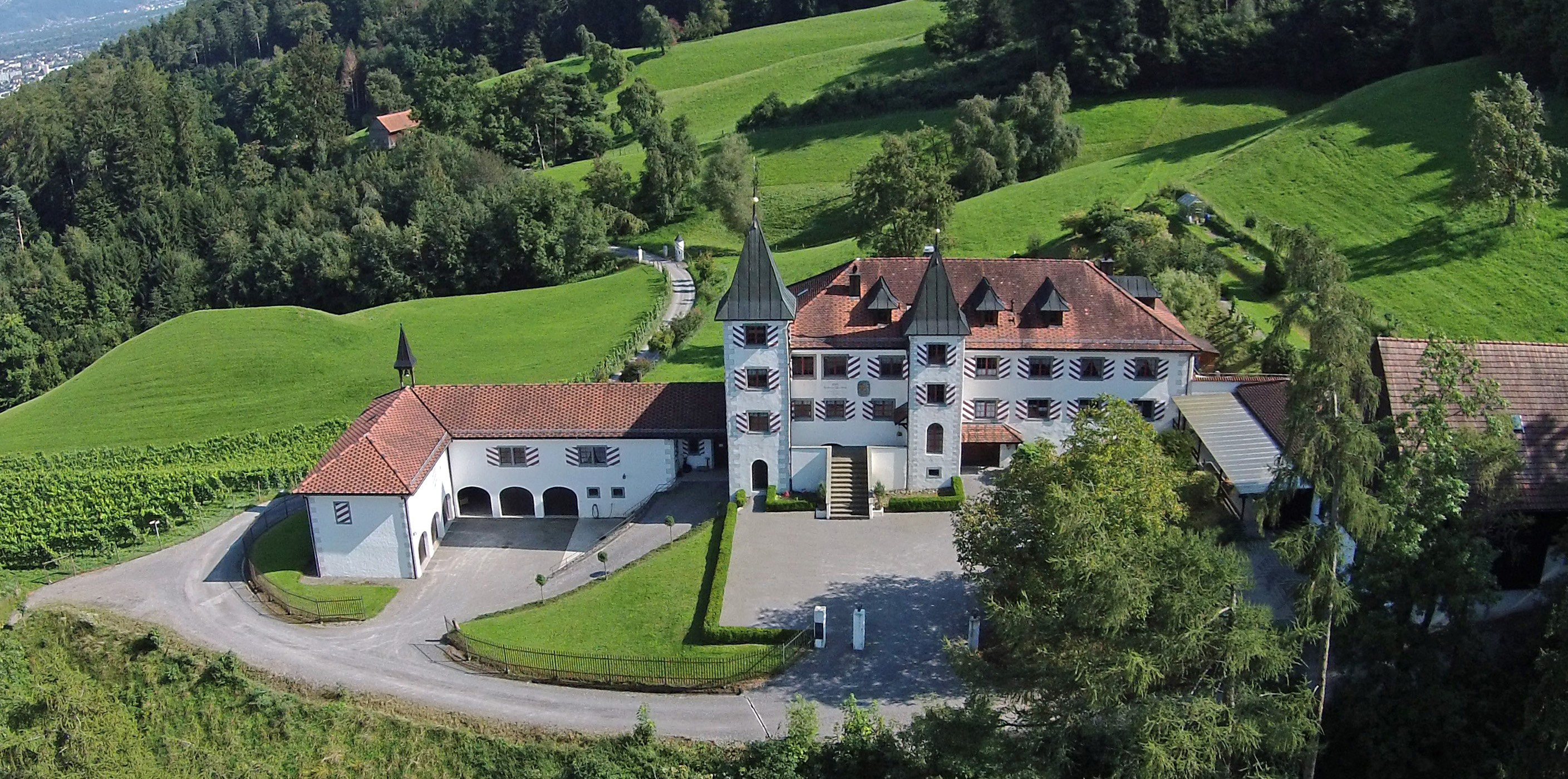
Schloss Weinberg oberhalb von Romenschwanden, Gemeinde St. Margrethen

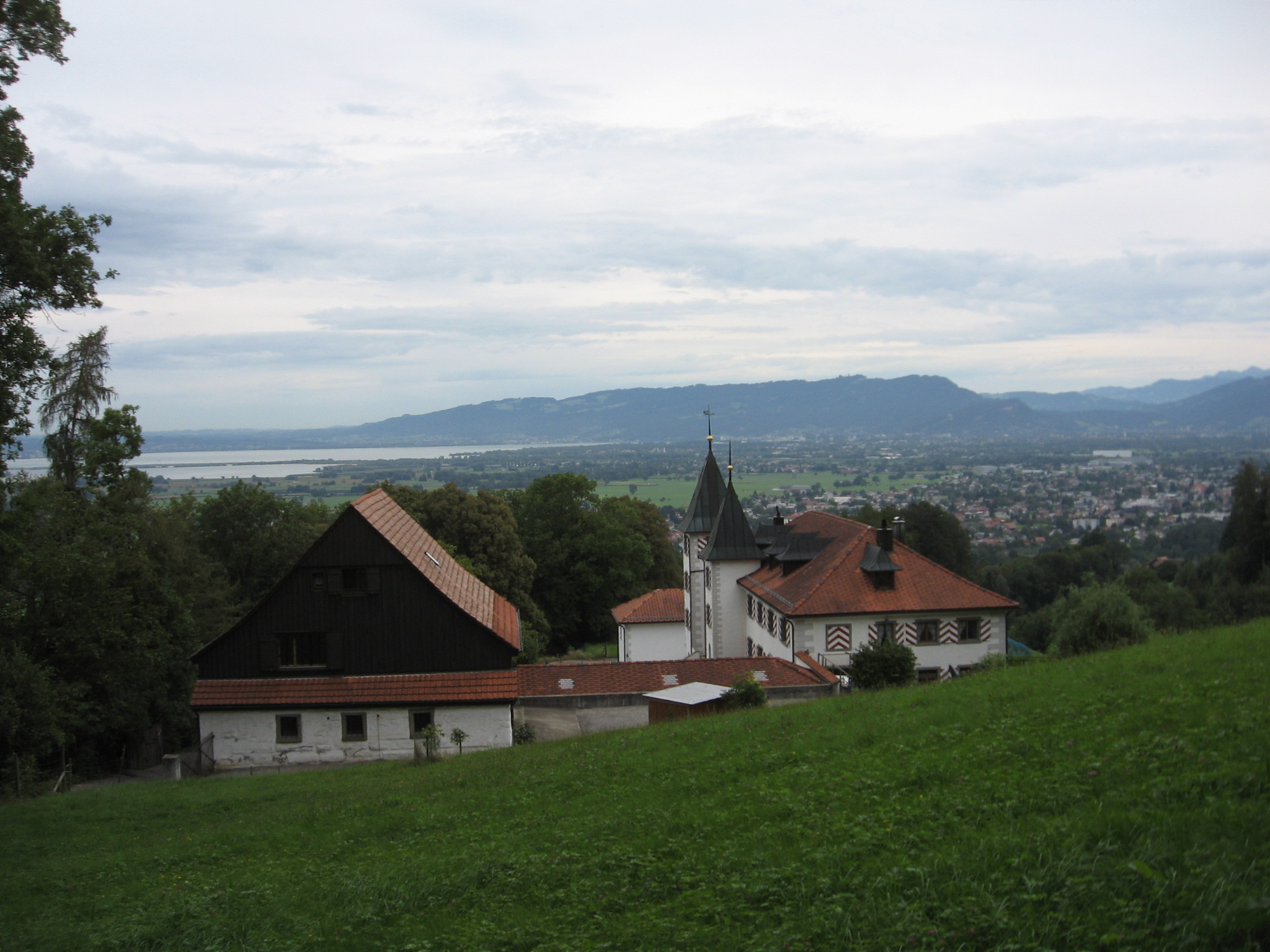
Schloss Weinberg von Westen (links im Hintergrund der Bodensee)

Das Schloss Weinberg ist ein mindestens aus dem 15. Jahrhundert stammendes und in den 1980er Jahren zum Schloss umgebautes Gutshaus, heute Sitz eines Weinguts, auf dem Gebiet der politischen Gemeinde St. Margrethen im Kanton St. Gallen, Schweiz.

## Die Anlage
Es befindet sich westlich von St. Margrethen, über dem Bodensee, auf 546 m Höhe westlich oberhalb des Weilers Romenschwanden an der Romenschwandenstrasse am sogenannten «Wiberg». Der Hauptbau, ein massiver, langgezogener Bau von etwa 28 × 11 m Grundriss und mit teilweise gut 1,5 m dicken Grundmauern ist zweigeschossig auf hohem Kellergeschoss und zur Hofseite achtachsig. Er wird im Osten von einem grossen, rechteckigen, vierstöckigen Eckturm flankiert. Ein etwas kleinerer und nicht ganz so hoher Treppenturm ragt nicht ganz mittig vor der nach Nordnordwesten ausgerichteten Fassade hervor, ebenso wie der Eckturm. Der Bau ist von einem Walmdach mit Dachgauben bedeckt. Zwischen den beiden aus der Fassadenfront hervortretenden Türmen befindet sich eine Terrasse, zu der eine breite, zwölfstufige Freitreppe vom Hof hinaufführt. Beide Türme haben steile Zeltdächer. Im Westen und Osten schliessen sich langgestreckte Wirtschaftsgebäude an den Schlossbau an, die den Hof beidseitig begrenzen.

## Geschichte
Der einstige Adelssitz ist unter dem Datum des 9. Februar 1470 im Appenzeller Urkundenbuch aufgeführt. Er war lange Zeit im Besitz eines Zweiges der Herren von Salis aus Seewis im Prättigau. Albert Dietegen von Salis (1669–1740) löste im Jahre 1716 das Gut für einen Betrag von 400 Gulden von der ordentlichen jährlichen Hofsteuer und vom «Ewigen Verspruch» gegenüber der Gemeinde St. Margrethen aus, und das Gut wurde danach zu Lehen gegeben und schliesslich verkauft. Es hatte in der Folge eine Reihe wechselnder Besitzer.

## Weinbau

### Vorgeschichte
St. Margrethen war noch im 19. Jahrhundert einer der grössten Weinbauorte im Kanton St. Gallen; das Wappen der Gemeinde aus dem Jahre 1634 mit der Weintraube mit 17 Beeren und vier Blättern erinnert an diese Vergangenheit. Um die Wende vom 19. zum 20. Jahrhundert dezimierte die Reblaus jedoch die örtlichen Weinpflanzungen, und die starken Winterfröste in den frühen 1960er Jahren machten dem Rebbau in St. Margrethen ein Ende. Erst um die Mitte der 1980er Jahre gab es dann einen Neuanfang.

### Seit 1980
Im Jahre 1980 kaufte Rudolf Kessler († 1996), der Vater des heutigen Besitzers, das zu diesem Zeitpunkt verlassene und zunehmend baufällige Weingut mit den dazugehörigen Rebparzellen, die seit den 1960er Jahren brach gelegen hatten. Das Gutshaus wurde in den Jahren 1982–1983 umfassend renoviert, schlossartig ausgebaut und durch einen Anbau erweitert. 1984 wurde die erste Parzelle, 0,8 Hektaren am unmittelbar benachbarten «Schlossberg», mit Reben der Sorten Müller-Thurgau und Blauburgunder (Pinot Noir) bepflanzt. Im nächsten Jahr erfolgte die erste Abfüllung von knapp 330 Litern Wein und damit ein Neubeginn des Weinbaus in St. Margrethen.
1987 wurden ca. 3000 Flaschen abgefüllt. Seither wurde die Produktion durch das Hinzupachten weiterer Parzellen ausgeweitet: 1987 und 1991 die Parzelle «Sonnenhalde», wo der alte Torkel (Keltergebäude) die einstige Bedeutung des Weinbaus in St. Margrethen bezeugt, und 1988 die Parzelle «Burghalde» unterhalb der Burgruine Grimmenstein. Seit 1994 erhält die Ortsgemeinde St. Margrethen ihren eigenen, vom Weingut Schloss Weinberg aus den Reben der «Sonnenhalde» gekelterten Lagenwein, der jährlich am traditionellen «Chräs- und Weinverkauf» am Samstag vor dem ersten Advent zum Kauf angeboten wird.

## Fussnoten
1. ↑  Kanton St. Gallen: GIS-Karten AREG
2. ↑  Der «Ewige Verspruch» sicherte den Rheintaler Gemeinden ein Vorkaufsrecht auf Güter in ihren Gebieten und sollte den «Ausverkauf der Heimat» verhindern.
3. ↑  Hauptmann Albert Dietegen von Salis: Loskauf von der ordentlichen jährlichen Hofsteuer und vom 'Ewigen Verspruch'
4. ↑  Weinbau in St. Margrethen seit Mitte der 1980er Jahre (Memento des Originals vom 25. Januar 2016 im Internet Archive)  Info: Der Archivlink wurde automatisch eingesetzt und noch nicht geprüft. Bitte prüfe Original- und Archivlink gemäß Anleitung und entferne dann diesen Hinweis. Mosaik Nr. 116, Ausgabe 4.2008, Hrsg. Verkehrsverein St. Margrethen
5. ↑  Chräs = Tannenzweige.

Koordinaten: 47° 27′ 22,2″ N, 9° 36′ 12,6″ O; CH1903: 763232 / 258406